# Manuel Vilageliu
Manuel Vilageliu y Clavel (Aravaca, 1816-†Barcelona, 15 de mayo de 1892) fue un militar carlista español.

## Biografía
Manuel Vilageliu era hijo de Esteban Vilageliu, Comandante realista de Aravaca (actualmente parte de Madrid). En abril de 1819 fue ya inscrito en la compañía de fusileros guardabosques Reales de Fernando VII, sirviendo en esta compañía hasta 1835, que de Real orden fue extinguida.

### Primera guerra carlista
En octubre de 1835 se presentó al ejército carlista del Bajo Aragón mandado por Ramón Cabrera. Se encontró en varias acciones en las que dio pruebas de bizarría y valor. Agregado a la división de Forcadell, fue nombrado Sargento segundo en la acción de Onteniente. Por los hechos de armas de Chiva, Manzanera y otros, fue ascendido a Sargento primero en enero de 1836. Todos los grados los fue ganando por acciones de guerra.
Durante esta campaña fue varias veces herido, y una vez hecho prisionero, volviendo inmediatamente a su puesto de honor al ser canjeado. Fue siempre distinguido y apreciado, por sus cualidades y bizarría, por los distintos jefes a los que estuvo agregado (Cabrera, Forcadell, Peinado y otros). Después de terminada la guerra de los siete años, emigró a Francia con el grado de Teniente Coronel.

### Segunda guerra carlista
Estuvo emigrado hasta primeros de junio de 1847, fecha en la que se dirigió a Cataluña para reunirse con las fuerzas carlistas comandadas por el Brigadier Juan Castells, pero no pudo efectuarlo por haber sido preso por los gendarmes franceses, que le internaron en Bayona. Desde esta ciudad se dirigió a Madrid, poniéndose á las órdenes de Vicente Herreros.
En 1849, en atención a su lealtad y servicios prestados a la causa de «Dios, Patria y Rey» en aquella corta campaña, el General Cabrera le nombró Teniente coronel de caballería.
Regresó de nuevo á España, teniendo que emigrar otra vez por estar complicado en la conspiración que en Madrid, con constancia y fe, tramaban Manuel Salvador Palacios y Antonio Arjona.
Gracias a la amnistía que concedió el Gobierno de Isabel II, regresó a España en 1856. Continuó conspirando por la causa legitimista y en 1860 destinado a las órdenes de Hermenegildo Cevallos, quien le destinó a Valencia, punto donde debía desembarcar Carlos VI cuando los sucesos de San Carlos de la Rápita.

### Tercera guerra carlista
Teniendo en cuenta Carlos de Borbón y Austria-Este (Carlos VII) la acrisolada lealtad de Vilageliu, en 1869 le nombró Coronel del arma de Caballería, con destino a las órdenes del General Gaeta, que en el antiguo reino de Valencia había de iniciar el movimiento legitimista, regresando a su hogar por no haberse podido realizar.
En 1872 recibió el despacho de Comandante general de Despeñaperros, permaneciendo en dicho distrito más de un mes; y no pudiendo, por falla de medios, efectuar el levantamiento, se presentó a la Junta Carlista de Barcelona, que le nombró en 1873 Comandante general de la caballería del Principado.
En la última guerra organizó esta arma en Cataluña, batiéndose como héroe, sobre todo en Oristá, donde se libró una importante batalla el 12 de junio de 1873, cargando él con solo 40 caballos a un batallón de la división que mandaba Martínez Campos. En esta acción logró hacer 15 prisioneros y apoderarse de siete machos y dos piezas de artillería, que fueron los primeros cañones cogidos al ejército liberal en Cataluña. Una de las piezas no tenía cureña.
Por este hecho de armas fue ascendido a Brigadier, habiendo ya antes sido laureado con la cruz de San Fernando, por su buen comportamiento y militar bizarría.
Tras la guerra, a pesar de su avanzada edad, tuvo que trabajar para mantener a sus hijas, que convivían con él.